# John Guillim

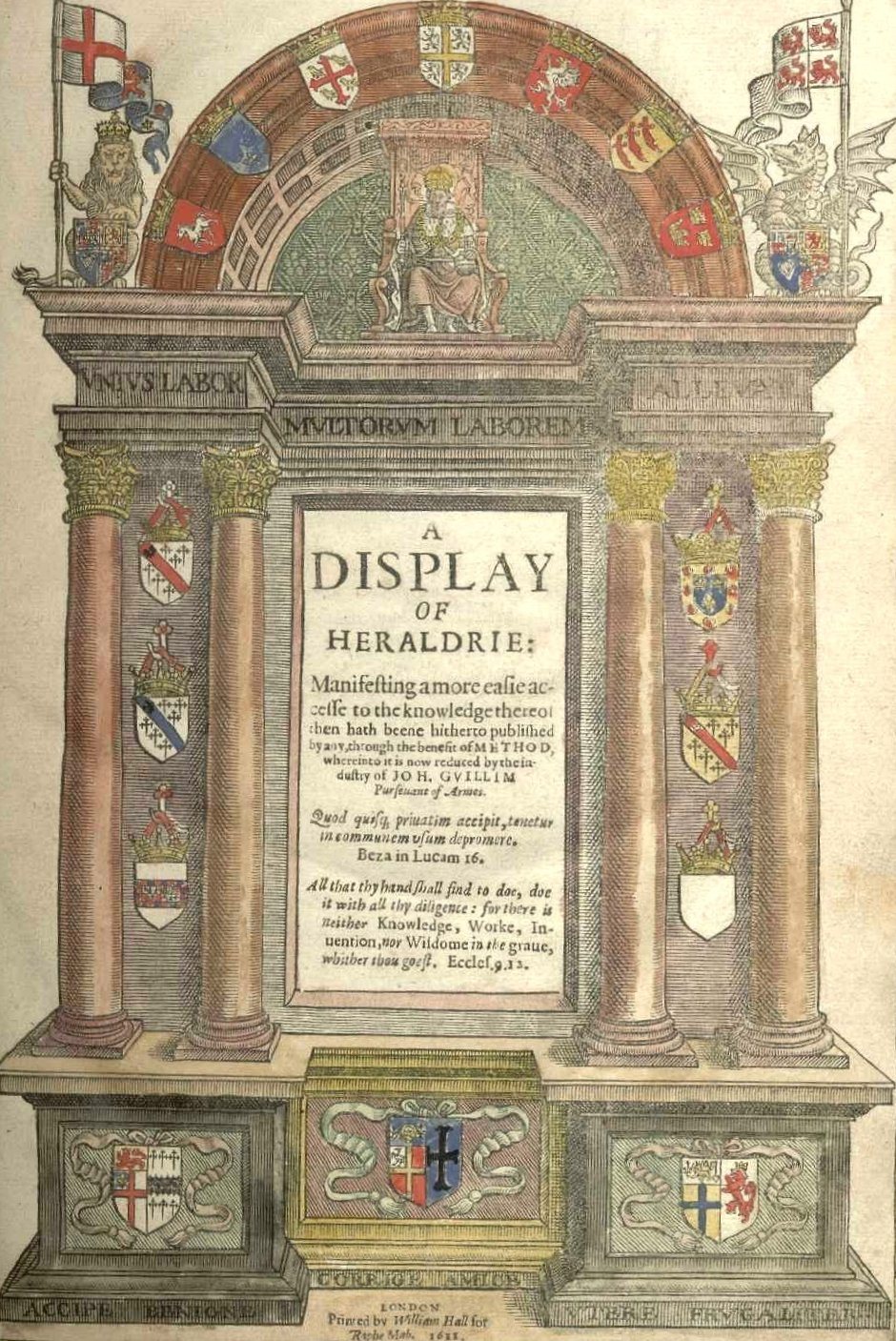
Az első kiadás címlapja (1611)

John Guillim (Herefordshire grófság, 1565 vagy Minsterworth, 1551 k. – Minsterworth, 1621. május 7.) angol vagy walesi heraldikus, herold. A neve előfordul Gullim alakban is.

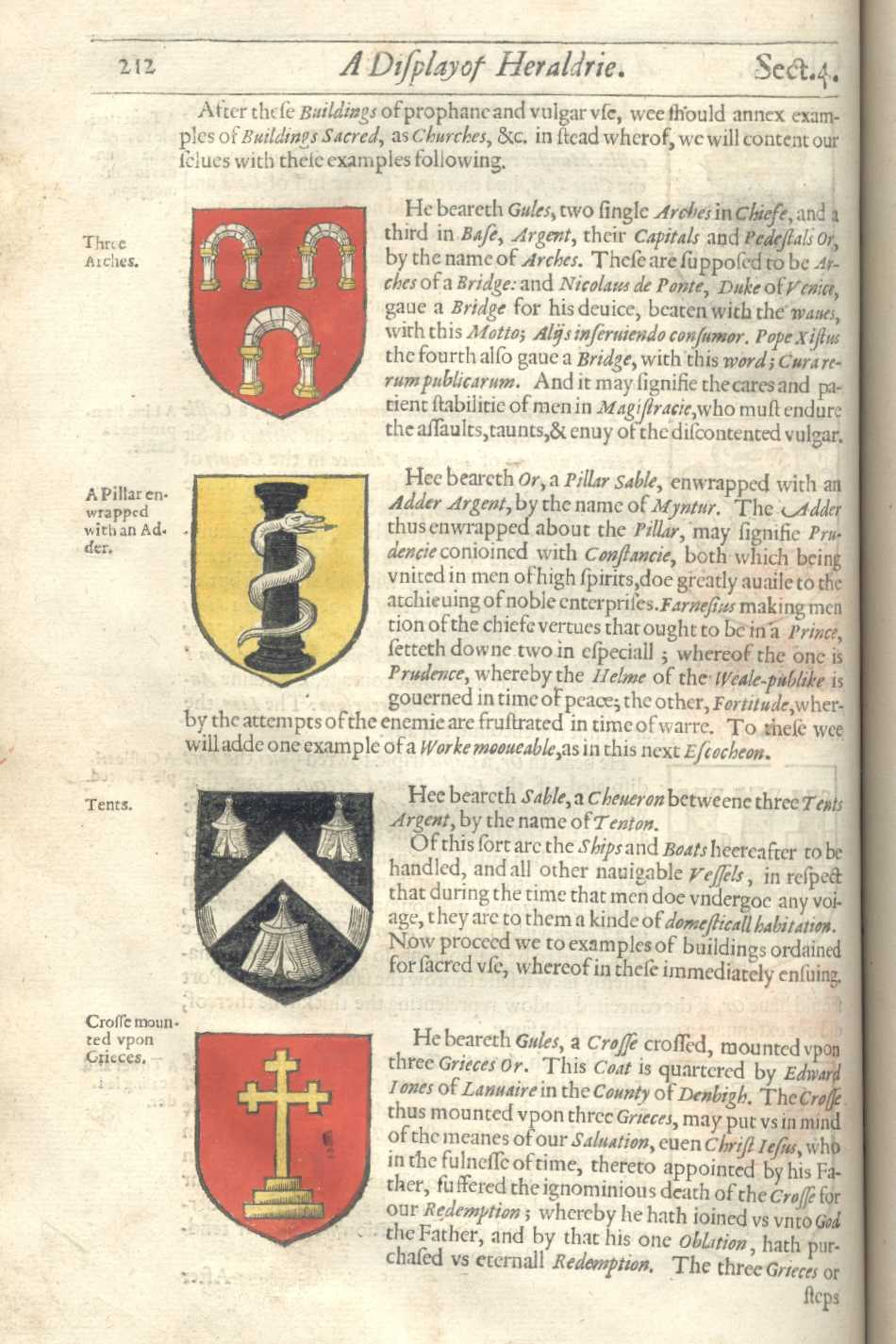
Egy lap a könyvből

## Élete
Egyes történészek szerint a gloucestershirei John Guillim of Westbury-on-Severn fia volt. Élete nagy részét Minsterworth faluban töltötte a walesi határon, ezért ősei valószínűleg walesiek voltak. Az Oxfordi Egyetemen tanult (valószínűleg a Brasenose College-ben), de a foglalkozásáról nincsenek adatok. 1575-ben Minsterworth-ben feleségül vette Frances Dennist, akitől egy fia (John 1578, Gilliam alakban is szerepel) és három lánya (Margaret 1580, Frances 1582, Priscilla 1584) született.
Az első adat arra, hogy heraldikával foglalkozott 1604. február 23-áról való, amikor az Earl Marshal végzése engedélyezi számára Portsmouth rendkívüli perszevantja (Portsmouth Pursuivant Extraordinary) címeres felsőingjének viselését. Az 1613. év Mihály arkangyal ünnepétől (szeptember 29.), az angol Címerhivataltól (College of Arms) részesült fizetésben, mint Rouge Croix perszevantja (Rouge Croix Pursuivant).
Főműve a Display of Heraldry 1610-ben jelent meg, mely Gullim halála után 1724-ig további hét kiadást ért meg. Egyes történészek szerint a mű valódi szerzője egy John Barkham nevű egyházi személy, aki nem szerette volna a könyvet a saját neve alatt kiadni.

## Műve
- John Guillim: A Display of Heraldrie: manifesting a more easie accesse to the knowledge thereof than hath beene hitherto published by any, through the benefit of method, whereinto it is now reduced by the industry of J. Gwillim [or rather of J. Barcham, with the additions of J. Guillim]. [With coloured illustrations.] L.P [halott link]